# Prima Divisione Umbria 1942-1943
La Prima Divisione fu il massimo campionato regionale di calcio disputato in Italia nella stagione 1942-1943.
La Prima Divisione fu organizzata e gestita dai Direttori Regionali di Zona.
Per motivi contingenti il D.D.S. non fece disputare le finali per la promozione in Serie C.
Fu il quarto livello della XL edizione del campionato italiano di calcio.
Il campionato giocato nella regione Umbria, fu organizzato e gestito dal Direttorio X Zona (Umbria).

## Girone unico

### Squadre partecipanti
| Squadra                                               | Città (provincia)         | Stagione 1941-1942           |
| ----------------------------------------------------- | ------------------------- | ---------------------------- |
| Aeronautica Umbra S.A. Sport (A.U.S.A.) (B = riserve) | Foligno (PG)              | 7° in Prima Divisione Umbria |
| ?.?. Castiglione del Lago                             | Castiglione del Lago (PG) |                              |
| G.S. Diavoli Azzurri Regia Aeronautica Militare       | Orvieto (TR)              | 2° in Prima Divisione Umbria |
| Pol.F. "Mario Umberto Borzacchini" (B = riserve)      | Terni                     | 3° in Prima Divisione Umbria |
| G.S. Supertessile Rieti                               | Rieti                     | 4° in Prima Divisione Umbria |
| Pol.F. Spoleto (B = riserve)                          | Spoleto (PG)              |                              |
| U.S. Tiferno                                          | Città di Castello (PG)    | 6° in Prima Divisione Umbria |

### Classifica
|  | Pos. | Squadra                | Pt       | G | V | N | P | GF | GS | DR |
|  | ---- | ---------------------- | -------- | - | - | - | - | -- | -- | -- |
|  | 1.   | Diavoli Azzurri R.A.M. | 15       | 8 | 7 | 1 | 0 |    |    |    |
|  | 2.   | Borzacchini Terni B    | 6        | 8 |   |   |   |    |    |    |
|  | 3.   | Aeronautica Umbra B    | 5        | 6 |   |   |   |    |    |    |
|  | 4.   | Tiferno                | 5        | 7 |   |   |   |    |    |    |
|  | 5.   | Supertessile Rieti     | 5        | 7 |   |   |   |    |    |    |
|  | ---  | Spoleto B              | Ritirata |   |   |   |   |    |    |    |
|  | ---  | Castiglione del Lago   | Ritirata |   |   |   |   |    |    |    |

Legenda:

      Campione umbro di Prima Divisione 1942-1943.
Regolamento:

Due punti a vittoria, uno a pareggio, zero a sconfitta.
Pari merito in caso di pari punti.